# .aq
.aq دامنه اینترنتی جنوبگان (منطقه قطب جنوب) است. .aq مخفف واژه اروپایی Antarctica (جنوبگان) است.